# Jenkinsia parvula
Jenkinsia parvula је зракоперка из реда Clupeiformes и фамилије Clupeidae. 

## Угроженост
Ова врста се сматра рањивом у погледу угрожености врсте од изумирања.

## Распрострањење
Ареал врсте је ограничен на једну државу. 
Венецуела је једино познато природно станиште врсте.

## Станиште
Станиште врсте су слатководна и морска подручја.